# Acromantis grandis
Acromantis grandis es una especie de mantis de la familia Hymenopodidae.

## Distribución geográfica
Se encuentra en Vietnam y Nepal.